# Maduvvaree (Meemu-atol)
Maduvvaree is een van de bewoonde eilanden van het Meemu-atol behorende tot de Maldiven.

## Demografie
Maduvvaree telt (stand maart 2007) 339 vrouwen en 328 mannen.